# Peter Scanavino
Peter Scanavino (* 29. Februar 1980 in Denver, Colorado, USA) ist ein US-amerikanischer Schauspieler. Bekanntheit erlangte er durch seine Rolle als Dominick Carisi Jr. in der Serie Law & Order: Special Victims Unit, welchen er seit 2014 verkörpert.

## Leben und Karriere
Seit 2005 hatte Scanavino vielerlei Nebenrollen in Filmen und im Fernsehen, unter anderem in Deception – Tödliche Versuchung, The Good Wife und The Blacklist.
2013 spielte er in dem unabhängigen Romantik-Comedy-Film Mutual Friends unter der Regie von Matthew Watts.
Seit 2014 ist er in der von NBC produzierten Serie Law & Order: Special Victims Unit als Detective bzw. Anwalt Dominick Carisi Jr. zu sehen, nachdem er ein Jahr vorher bereits eine Gastrolle spielte. In der deutschen Fassung spricht ihn Benedikt Gutjan.
Scanavino spielte 2020 in der auf Netflix veröffentlichten Anthologie-Serie Social Distance den Vater eines Sohnes, den sein echter Sohn verkörperte.

## Filmografie
- 2005: Law & Order: Trial by Jury (Folge 1x12)
- 2005: Third Watch – Einsatz am Limit (2 Folgen)
- 2005: Law & Order: Criminal Intent (Folge 5x02)
- 2009–2022: Law & Order (2 Folgen)
- 2012: The Good Wife (Folge 3x18)
- 2013: Law & Order: Special Victims Unit (Folge 14×13)
- seit 2014: Law & Order: Special Victims Unit (Fernsehserie)
- 2014: The Blacklist (Fernsehserie, Folge 1x18)
- 2014: Banshee – Small Town. Big Secrets. (Folge 2x02)
- 2014: Person of Interest (Folge 3x23)
- 2015: Chicago P.D. (Folge 2x20)
- 2020: Social Distance (Folge 1x05)
- 2021: Law & Order: Organized Crime (Folgen 1x04, 2x09)
- 2022: Law & Order (Fernsehserie, 1 Folge)